# Franz Anton Ebner
Franz Anton Ebner (* um 1698 in Salzburg; † 31. August 1756 ebenda) war ein Salzburger Barockmaler.
Franz Anton Ebner war Schüler von Martino Altomonte, Francesco Solimena und Sebastiano Conca. Ab 1727 war er Salzburger Hofmaler. Er malte 1732 die Pferdefresken der Hofmarstallschwemme in Salzburg, diese wurden 1916 erneuert.